# Корнуоллис, Джейн
Дже́йн Корнуо́ллис (англ. Jane Cornwallis; 1581 — 8 мая 1659) — английская придворная дама, мать Фредерика Корнуоллиса, 1-го барона Корнуоллис.

## Биография
Джейн Корнуоллис (урож. Маутис) была дочерью Геркулеса Маутиса и его жены Филиппы Кук, дочери Ричарда Кука и Анны Колтон. 
В юности Джейн служила леди королевской опочивальни при королеве Анне Датской (супруги Якова I). В 1609 году, в возрасте 18 лет, вышла замуж за сэра Уильяма Корнуоллиса из Брома, который был старше неё на 32 года. У супругов был единственный сын Фредерик.
Овдовев в 1611 году, Джейн в мае 1614 года во второй раз вышла замуж за Натаниэла Бэкона. Супруги проживали в Бром-холле, имении её покойного мужа, которым Джейн управляла от имени её малолетнего сына. К ней обращались как леди Корнуоллис, а после 1626 года, когда Бэкон был посвящён в рыцари её называли леди Бэкон. У пары был сын Николас (1617—1660) и две дочери Джейн (1624—1627) и Анна, которая вышла замуж за Томаса Маутиса.
Овдовев во второй раз в 1627 году, леди Джейн вела закрытую жизнь, поэтому о последующих годах её жизни ничего неизвестно. Скончалась 8 мая 1659 года в возрасте примерно 77 лет, была похоронена в Калфорде (Саффолк).